# 771 Лібера
771 Лібера (771 Libera) — астероїд головного поясу, відкритий 21 листопада 1913 року.
Тіссеранів параметр щодо Юпітера — 3,299.